# نعیم‌آباد (دامغان)
نعیم‌آباد روستایی در دهستان دامنکوه بخش مرکزی شهرستان دامغان استان سمنان ایران است.

## جمعیت
بر پایه سرشماری عمومی نفوس و مسکن در سال ۱۳۹۵ جمعیت این روستا ۱۲۱ نفر (در ۵۲ خانوار) بوده است.